# VoLTE
Voice over Long-Term Evolution (skraćenica VoLTE) je LTE standard za visok brzi bežičnu komunikaciju koji omogućava glasovni poziv i SMS usluge korišćenjem mobilnih telefona i podatkovnih terminala. VoLTE omogućava do tri puta veću kapacitetu za glasovne pozive i podatke u poređenju sa starijim 3G UMTS standardima, i do šest puta veću kapacitetu nego 2G GSM. Korišćenjem manjih paketnih zaglavlja, VoLTE zahteva manju širinu opsega u odnosu na neoptimizovane VoIP/LTE pozive. VoLTE pozivi se obično naplaćuju po istoj tarifi kao i drugi pozivi.
Za ostvarivanje VoLTE poziva, uređaj, njegov softver, mobilni operatori na obe strane, kao i međuprocesorska povezanost moraju implementirati ovu uslugu na tom području i biti sposobni da rade zajedno. VoLTE je od strane nekih operatora reklamiran kao "HD voice" (visokokvalitetni glas), ali ovo je širi pojam. Pored toga, HD+ (EVS) se koristi samo u LTE i NR mrežama; HD glas je bio dostupan i u 3G mrežama.
VoLTE se zasniva na IP Multimedia Subsystem (IMS) arhitektonskom okviru, sa specifičnim profilima za kontrolnu i medijsku ravninu glasovne usluge. Ovaj pristup omogućava VoLTE na LTE bežičnoj širokopojasnoj usluzi definisanoj od strane GSMA u PRD IR.92. Ovaj pristup omogućava glasovnu uslugu (kontrolnu i medijsku ravninu) da se isporučuje kao tok podataka unutar LTE podnositelja podataka, bez zavisnosti od (ili na kraju, zahteva za) kružni preklop glasovnu mrežu koja bi bila u putu poziva.
Do februara 2019. godine, bilo je 253 operatora koji su ulagali u VoLTE u 113 zemalja širom sveta, uključujući 184 operatora sa komercijalno lansiranom VoLTE-HD glasovnom uslugom u 87 zemalja, što je povećanje u odnosu na 137 operatora u 65 zemalja godinu dana ranije, prema podacima Global Mobile Suppliers Association. Do avgusta 2019. godine, ovi brojevi su porasli na 262 operatora koji ulažu u VoLTE u 120 zemalja i 194 operatora sa lansiranim VoLTE-HD glasovnim uslugama u 91 zemlji.

## Zahtevi
- Pružalac usluga mobilne telefonije mora omogućiti glasovnu uslugu na svojoj LTE mobilnoj mreži. To se naziva "VoLTE profili", koji sadrže potrebne informacije za svakog pružaoca usluga, kako bi omogućio VoLTE na uređajima korisnika.
- Proizvođači uređaja moraju ažurirati svoje uređaje, za sve provajdere širom sveta, sa profilom svakog operatera.
- Ako je pružalac usluga mobilne telefonije prisutan na uređaju, operativni sistem će automatski povezati i omogućiti Voice over LTE.

## VoLTE Roaming
VoLTE Roaming je istorijski bio potreban za obavljanje VoLTE poziva kada je korisnik u roamingu na drugoj 4G/LTE mreži. Sada, u zemljama sa samo 3G jezgrima koristi se 3G-to-VoLTE Roaming Interworking.
Uređaji koji nemaju VoLTE Roaming ne mogu obavljati VoLTE pozive kada su u roamingu na drugoj mreži. VoLTE Roaming koristi S8HR arhitekturu, koja usmerava pozive ka domaćoj mobilnoj mreži ili ka 3G domaćoj mreži koristeći 3G-to-VoLTE Roaming Interworking. Roaming uređaji koji nemaju podršku za VoLTE Roaming mogu koristiti 2G ili 3G mreže (ako su dostupne) za obavljanje i prijem poziva (putem Circuit Switched Fallback). U zemljama koje nemaju ni 2G ni 3G mreže, roaming uređaji neće imati pristup usluzi poziva sa povezane roaming mreže.
Podrška za VoLTE Roaming zahteva Android uređaj sa Android 12 (2021) ili noviji, ili iPhone sa iOS 15 (2021) ili noviji.
Od aprila 2023. godine, uređaji sa Android 4 - 11 činili su otprilike 70% globalnog tržišta Android uređaja, prema podacima Google. Ovi stariji uređaji uglavnom se nalaze u demografiji koja je manje sklona roamingu.

## VoLTE hitni pozivi
Nisu svi uređaji koji su prodavani kao 'VoLTE kompatibilni' podržali obavljanje poziva na hitne brojeve putem 4G/LTE sa VoLTE. Neki operateri i proizvođači su onemogućili mogućnost da telefoni pozivaju hitne službe putem VoLTE, pa uređaji zavise od 2G ili 3G mreža za obavljanje poziva prema hitnim službama.
Na Konferenciji Evropske asocijacije za hitni broj (EENA) 2022. godine, telekomunikacioni stručnjak Rudolf van der Berg predstavio je ozbiljne probleme u vezi sa kompatibilnošću VoLTE pozivanja i hitnih poziva. Jedan od glavnih problema koje je istakao je da mnogi 4G/LTE telefoni (kako evropski, tako i međunarodni) potpuno nisu u mogućnosti da pozovu (911/112) hitne službe bez prisustva 2G/3G (circuit-switched pozivnih) mreža.
Uređaj može imati funkcionalno VoLTE pozivanje (IMS registracija) na mreži, ali možda neće moći uspešno obaviti pozive na hitne brojeve putem 4G. Za Android uređaje postoje metodi za testiranje uređaja za podršku hitnim pozivima preko 4G, ali takvo testiranje može zahtevati softver i alate treće strane. Jednostavno biranje hitnog broja na 4G uređaju nije dovoljno da testirate da li uređaj može obaviti VoLTE hitne pozive.
Zavisno od jačine signala i drugih faktora, uređaj može preći na 2G ili 3G mreže (ako su dostupne). Takođe, 4G/LTE uređaj može prikazivati poruku "Samo hitni pozivi" u sistemskim podešavanjima ili oblasti obaveštenja, ali ta poruka ne dokazuje da uređaj zapravo može obaviti hitni poziv preko 4G/LTE. Dodatno, uređaj može biti konfigurisan za 4G hitne pozive u određenoj regiji, ali neće se povezati prilikom obavljanja 4G poziva u drugoj zemlji. Ovi uređaji će uglavnom ostati na statusu "pozivanje", i poziv nikada neće biti obavljen, iako je 2G ili 3G mreža dostupna.
U martu 2024. godine, pre gašenja 3G mreža u Australiji, Savezna vlada je saopštila da više od 740.000 4G VoLTE omogućeni telefona možda neće moći pozvati hitne službe nakon što se 3G mreže isključe. Početkom aprila 2024. godine, broj je povećan na više od 1 milion uređaja u medijima, bez promene u izveštavanju vlade. Nakon završetka pregleda, broj je smanjen na manje od 70.000 uređaja koji možda neće moći pozvati hitne službe.
Telstra je prvobitno planirao da isključi svoju 3G mrežu 30. juna 2024. godine. Telstra je produžio datum isključenja na 31. avgust početkom maja 2024. godine. Dana 14. avgusta 2024. godine, Telstra i Optus su dodatno produžili datum isključenja 3G mreže na 28. oktobar 2024. godine. Vodafone je završio isključenje svoje 3G mreže početkom januara 2024. godine.

## Nađeni problemi
Bilo je nekoliko problema sa implementacijom VoLTE:
- Svi pretplatnici nisu automatski bili kvalifikovani za VoLTE; inicijalno je bio omogućen samo za određene pretplatnike[19]
- Neki provajderi su pružali VoLTE samo za opremu koju su prodavali u svojim prodavnicama
- Stari LTE uređaji nisu bili ažurirani od strane svojih proizvođača, pa nisu bili kompatibilni[20]
- Hitne službe su imale problema sa dostupnošću putem VoLTE[21]
- U Sjedinjenim Američkim Državama, mnogi M2M uređaji nisu bili kompatibilni sa LTE[22]
- Mnogi uređaji nižeg ranga nisu bili podržani od strane mobilnih operatera
- Nema mogućnosti da se "proveri" koji operateri u svetu su podržani na specifičnom uređaju

## Problemi sa Kompatibilnošću Uređaja
VoLTE je podržan sa Qualcomm Snapdragon čipsetima od 2013/2014. godine (npr. Snapdragon 800/801), međutim, nisu svi Android uređaji koji se prodaju imaju VoLTE omogućen u softveru od strane proizvođača. U mnogim slučajevima uređaji neće imati ispravne mrežne konfiguracije/profili operatera potrebni za podršku VoLTE pozivima na svim mrežama.
Za razliku od pozivanja putem 2G i 3G mreža, ne postoji jedinstvena konfiguracija za VoLTE koju svi uređaji i mreže univerzalno podržavaju. Neke mreže podržavaju GSMA IR.92 'Open Market Device' konfiguraciju. Ova konfiguracija je zamišljena kao generička/globalna VoLTE konfiguracija koja može biti korišćena od strane Open Market (neoperaterskih) uređaja. 4G/LTE uređaji koji nemaju nativnu VoLTE podršku zavise od 2G/3G mreža za obavljanje poziva (putem Circuit Switched Fallback - CSFB), a bez 2G ili 3G mreža, ti uređaji nemaju servis za pozive.
Uređaj može biti marketiran kao uređaj koji podržava VoLTE, međutim, uređaj može biti u mogućnosti da obavlja pozive samo na nekim mrežama zbog različitih mrežnih konfiguracija i problema sa standardizacijom VoLTE-a.
U nekim slučajevima, maloprodajne verzije uređaja su prodavane bez VoLTE poziva na bilo kojoj mreži (zavisno od brenda/tržišta/regije). Međutim, isti uređaj kupljen direktno od operatera (sa operaterskim softverom) će podržavati VoLTE na toj mreži. Takođe, neki telefoni kupljeni od drugog operatera ili sa drugog tržišta možda neće biti konfigurirani (u softveru) da podrže VoLTE na svim mrežama u datoj zemlji. Ovaj problem uglavnom utiče na Android telefone i ne-Apple uređaje. iPhone 6 (2014) sa iOS 10 i novijim verzijama podržavaju VoLTE pozivanje na većini mreža, dok iPhone 5 i iPhone 5s 4G/LTE uređaji ne podržavaju VoLTE pozivanje.
Na primer, za Android uređaj da bi imao VoLTE pozivanje na Telstra mreži, uređaj mora koristiti Telstra modem konfiguraciju. Uređaji koji koriste GSMA 'Open Market Device' konfiguraciju ili konfiguraciju od drugog operatera ne mogu ostvariti VoLTE pozivanje na Telstra mreži. Ova ograničenja sprečavaju Telstra korisnike da koriste Open Market uređaje koji nemaju nativnu podršku firmvera za Telstra mrežu. Open Market konfiguracija uređaja može raditi sa konkurentskim australijskim provajderima Optus i Vodafone.
Sa nekim Qualcomm zasnovanim Android uređajima moguće je modifikovati firmver uređaja specijalnim softverom i ručno učitati kompatibilnu modem konfiguraciju operatera. Modifikovanjem firmvera korisnici mogu koristiti VoLTE pozivanje, međutim operater možda neće prepoznati te uređaje kao podržane iako pravilno funkcionišu.
Na primer, od maja 2024. godine, Telstra je počela da šalje unapred snimljenu poruku sa svim odlaznim pozivima savetujući pogođene korisnike da unaprede svoj uređaj pred gašenje 3G mreže u avgustu. Međutim, čak i korisnici sa modifikovanim uređajima sa radnim VoLTE pozivima na Telstra mreži čuli su poruku svaki put kada su obavili 4G VoLTE poziv. Ovo je zbog toga što Telstra koristi utvrđene liste 'kompatibilnih' uređaja (npr. IMEI/TAC kodovi uređaja).
Android korisnici mogu potvrditi da li VoLTE funkcioniše proverom 'IMS statusa' unutar skrivene Radio Info Debug menija.
Ako IMS status pokazuje "IMS Registration: Registered" i "Voice over LTE: Available" onda je VoLTE omogućen i funkcioniše. IMS status sa "Not Registered" i "Voice over LTE: Unavailable" znači da VoLTE nije omogućen ili ne funkcioniše. Međutim, IMS status debug ne potvrđuje da je hitno pozivanje putem 4G mreže funkcionalno.
Da bi VoLTE pozivanje bilo "Dostupno" na uređaju, VoLTE mora biti i omogućen/aktiviran u firmveru i odgovarajući modem konfiguracija/profil operatera mora biti učitan na uređaj. Obično se modem konfiguracije automatski učitavaju u firmveru uređaja prilikom umetanja SIM kartice. Međutim, nisu svi uređaji konfigurirani da prepoznaju SIM kartice svih mreža i omoguće VoLTE pozivanje.
IMS status debug može takođe pokazati da li je Wi-Fi pozivanje (Voice over Wi-Fi) i Video pozivanje (ViLTE/Video Telefonija) dostupno. (Napomena: Da bi Wi-Fi pozivanje bilo dostupno, uređaj mora biti povezan sa odgovarajućom Wi-Fi mrežom).
Dodatno, uređaji sa "UT Interface" statusom "Nedostupno" neće moći da menjaju preusmeravanje poziva ili postavke za zauzet poziv preko 4G/LTE. Napomena: UT Interface nije potreban za VoLTE pozivanje, UT Interface je potreban samo za promenu dodatnih usluga (npr. preusmeravanje poziva) na 4G/LTE mreži. Uređaji bez "Dostupnog" UT Interface-a zavise od 2G/3G mreža za promenu postavki preusmeravanja poziva/zauzetih poziva.

## Istorija
Počevši od avgusta 2012, MetroPCS je lansirao prve komercijalne VoLTE usluge na svetu u Dallas, Teksas, Sjedinjene Američke Države, zajedno sa prvim VoLTE telefonom, LG Connect 4G. U maju 2014, Singtel je predstavio prvu komercijalnu "potpuno funkcionalnu" VoLTE uslugu u Singapuru, samo u kombinaciji sa Galaxy Note 3, koja je naknadno proširena. U junu 2014, KT je predstavio prvu svetsku uslugu roaminga baziranu na Voice over LTE. Južnokorejski operater je sarađivao sa China Mobile na razvoju VoLTE roaming usluga.
U novembru 2014, Verizon i AT&T su objavili da omogućavaju VoLTE-to-VoLTE povezivanje između svojih korisnika. VoLTE interoperabilnost između korisnika Verizona i AT&T je počela 2015. Testiranje i dizajn su vršeni između obe kompanije koristeći mreže trećih strana kao što je Alcatel-Lucent. Ovo je završeno u novembru 2017.
Dana 11. jula 2015, SEATEL Kambodža je najavio prvu svetsku komercijalnu 100% VoLTE uslugu bez 2G/3G u Kambodži.
Od 2020. godine, gotovo svi novi telefoni na prodaji imaju potencijal da podrže VoLTE.
Dana 31. decembra 2022, Verizon je isključio svoju CDMA mrežu, čime je zahtevao da uređaji podržavaju LTE ili 5G. Kupci sa CDMA-samo uređajima i LTE uređajima koji ne podržavaju VoLTE morali su da pređu na uređaj koji podržava VoLTE do tog datuma. Verizon je prestao sa aktivacijom CDMA-samo uređaja na svojoj mreži 2018. godine, i ranije je planirao da isključi 3G uslugu 2019. godine, ali je produžio vremenski okvir za isključivanje 3G mreže dva puta — prvo na 31. decembar 2020. godine, a zatim na 31. decembar 2022, što je potvrdio potpredsednik inženjeringa mreže, rekavši da "neće biti produženo ponovo." Kompanija je naglasila da su odlaganja bila u cilju "minimiziranja poremećaja" za svoje korisnike koji su i dalje koristili 3G mrežu. Od marta 2021. godine, manje od 1% Verizonovih korisnika koristilo je 3G, a mnogi od tih uređaja su integrisani uređaji, kao što su pametni mjerači za komunalne usluge i alarmi za dom.
Dodatno, određeni Verizon-kompatibilni uređaji su blokirani sa Verizonove CDMA mreže čak i pre 31. decembra 2022, čak i ako je uređaj podržavao CDMA (na primer, otključani uređaji sa podrškom za Sprint ili China Telecom), čime je bila zahtevana podrška za VoLTE kada se koriste na Verizon mreži. Ovo uključuje 5G-kompatibilne i OnePlus uređaje. Uređaji koji nemaju CDMA podršku, počevši sa Pixel 6 i iPhone 14 serijama, kao i odabrani stariji uređaji prodati kod GSM operatera, će raditi na Verizon mreži samo u VoLTE režimu.

## Kvalitet zvuka
Da bi se osigurala kompatibilnost, 3GPP zahteva barem AMR-NB kodek (uski opseg), ali preporučeni govorni kodek za VoLTE je Adaptive Multi-Rate Wideband (AMR-WB), poznat i pod zaštitnim znakom HD Voice, nakon sertifikacionog programa GSMA. Ovaj kodek je obavezno u 3GPP mrežama koje podržavaju uzorkovanje od 16 kHz.
Pored toga, mnogi operateri i uređaji mogu koristiti Enhanced Voice Services (EVS). Ovo je kodek sa širim opsegom, do superširokog opsega (20–16.000 Hz) ili punog opsega (20–20.000 Hz), koji je kompatibilan unazad sa AMR-WB. Ovaj kodek je takođe poznat pod zaštitnim znakom HD Voice+, nakon sertifikacionog programa GSMA. GSMA je predložio da se EVS učini obaveznim, baš kao što je to slučaj sa AMR-WB. (I operater(i), svaka interkonekcija i dva pozvana uređaja moraju biti sposobni za korišćenje ovog kodeka da bi bio upotrebljen.) AMR-WB+ kodek ima širok opseg brzine prenosa, od 5,2 do 48 kbit/s. EVS nudi širok opseg brzina prenosa, od 5,9 kbit/s do 128 kbit/s, omogućavajući provajderima usluga da optimizuju kapacitet mreže i kvalitet poziva po želji za svoju uslugu, pa VoLTE ne garantuje uvek visok kvalitet poziva.
Fraunhofer IIS je prethodno demonstrirao implementaciju AAC-ELD kodeka u VoLTE-u, koji nazivaju "Full-HD Voice". Ovaj kodek nije stekao status standarda niti stvarnu primenu. Od tada su ponovo koristili termin "Full-HD Voice" za EVS u režimu punog opsega (HD+ se takođe koristi).